# Критический ход
Критический ход — термин в шахматной композиции, обозначающий переход дальнобойной (критической) фигуры через точку пересечения (критическое поле), где она затем перекрывается запирающей фигурой (например, для замурования). Может также служить для освобождения линии для другой дальнобойной фигуры (Тертоновское сдвоение). Используется в игре как белых, так и чёрных фигур.
Термин введен И. Коцем и К. Кокелькорном (1903) при рассмотрении Индийской темы (1845).